# 厄瓜多尔华人
厄瓜多尔华人（西班牙語：Inmigración china en Ecuador），是指出生在厄瓜多尔的海外华裔，或者拥有厄瓜多尔国籍的海外华人。

## 历史
华人在1892年至1920年代左右，就已经分批到达厄瓜多尔:34。他们主要来自广东、福建等地，并在该国开展经商、种植等产业活动。
由于1850年开始废除奴隶制，厄瓜多尔沿海地区缺乏廉价劳动力，曾引进少量契约华工，这被贩运者和地主都视为一种经济机会:34。在厄瓜多尔商人和地主的要求下，贩运契约华工成为第一波从中国到该国的移民潮:35。
1882年，美国通过《排华法案》，随后厄瓜多尔总统安东尼奥·弗洛雷斯·希洪亦于1889年签署行政令限制中国移民:33,36。尽管厄瓜多尔早期华人曾被认为是为了逃离秘鲁的奴役而抵达厄瓜多尔的，但研究表明，也有一些中国移民是作为劳动力被独立输入厄瓜多尔瓜亚斯省和洛斯里奥斯省海岸可可种植园的:35。到1908年，该国沿海有908名华人:42。1909年，厄瓜多尔政府要求各省普查辖区内的华人人口，并限制华人流动:37。1910年到1936年间，中国移民已经在厄瓜多尔社会中发挥有重要作用，特别是沿海地区，很多华人从事贸易、工业和农业生产:35。
尽管有着种种限制，厄瓜多尔的中国移民仍在20世纪前30年形成了较大的规模，成为仅次于哥伦比亚移民的第二大移民群体。不过，厄瓜多尔华人人数在官方登记中的信息很少。数据表明：1918年至1920年间，有100名中国人定居在马纳比省；1922年，洛斯里奥斯省和埃尔奥罗省登记有398名华人；1923年瓜亚斯省登记有585名华人；1939年，全国登记的华人人口为819人:42。
作为华人在世界各地发展的一种主要方式，以福建籍华人为代表的厄瓜多尔华人多从事经商活动，早期主要从事面粉和繁殖牛类的贸易，后逐渐多元化。1930年代初，经济危机使拉美各国经济受到影响，失业人口剧增，排华舆论或浪潮不时出现，厄瓜多尔颁布限制华侨华人入境的措施。
1980年，厄瓜多尔与中华人民共和国建交。1984年，中华人民共和国在厄瓜多尔瓜亚基尔设立总领事馆，以加强同当地华侨华人社群的联系。随后，开始有大批中国大陆新移民到厄瓜多尔。

## 职业
旅厄华侨多大部分从事餐饮业，1970年代后，一些华侨开始转向进出口贸易，也有一些人经营五金、百货、农场、养虾、食品工业等。二代华裔则有很多担任医生、工程师、律师和企业家。叶进南及吉列尔莫·陈等华人政治家曾担任该国劳工部长；2000年至2003年，古斯塔沃·诺沃亚执政期间，劳工部长Martin Insúa Chang、环境部副部长Hector Ayon Jo等均有华裔血统。2007年至2010年担任厄瓜多尔驻华大使的華盛頓·阿戈也具有华人血统。
至2023年，在厄华人华侨主要从事百货零售、服装等轻工产品进口、餐饮、养虾、棕榈树种植、木材贸易等行业。

## 人口与分布
截至1999年，在厄瓜多尔生活有1.9万华人。2007年，厄瓜多尔有华侨、华人、华裔共计16.5万，主要分布在瓜亚基尔、克维多和基多。
2015年，厄瓜多尔的华侨华人总数约7万人，华裔则有20万。2016年，约有4至5万中国公民侨居厄瓜多尔，多来自福建和广东省，在该国还有100多家中资企业。
截至2019年5月，厄瓜多尔有3万多华人华侨，主要集中在基多、瓜亚基尔等城市，昆卡、曼塔等城市也有少量分布。截至2023年3月，在厄华人华侨近4万，主要集中在瓜亚基尔、基多和克维多等城市，在昆卡、曼塔等城市也有分布。
| 1940年代 | 1950年代 | 1960年代 | 1995年 | 1998年 | 2000年 | 2003年 | 2007年 |
| -------- | -------- | -------- | ------ | ------ | ------ | ------ | ------ |
| 3155     | 885      | 4304     | 15000  | 18000  | 1.6万  | 10万   | 16.5万 |

## 侨团
厄瓜多尔侨团有厄瓜多尔华侨华人总会、厄瓜多尔中国和平统一促进会、克维多中华慈善总会、双十协会、中山同乡会、厄瓜多尔中国福建总商会、厄瓜多尔福建同乡会、厄瓜多尔华侨华人联合会、厄瓜多尔中国华人华侨商会、厄瓜多尔中华慈善总会等。
台湾侨团有厄京華僑公會、惠夜基自由華僑協會、馬恰拉自由華僑協會、孫中山協會、厄瓜多台灣商會、厄瓜多惠夜基台灣商會、厄瓜多台灣同鄉會、孔孟文化交流協會、中華民國基金會、厄瓜多福爾摩沙基金會、厄瓜多台灣民主進步協會、中厄文化中心等。2002年，全僑民主和平聯盟厄瓜多支盟成立。

## 华文教育
2007年，厄瓜多尔华凯中文学校成立，在当地教授汉语和弘扬中华文化。